# 藏象牙参
藏象牙参（学名：Roscoea tibetica），为姜科象牙参属下的一个种。